# 요안 프랑카
요안 프랑카(Joan Franka, 1990년 4월 2일 ~ )는 네덜란드의 가수이다. 터키인 아버지와 네덜란드인 어머니 사이에서 태어났으며 유로비전 송 콘테스트 2012에 네덜란드 대표로 참여했다. 더 보이스 홀랜드 시즌 1에 참가해 이름을 알렸다.